# Натансон, Людвиг Вольфович
Лю́двиг Во́льфович Натансо́н  (пол. Ludwik Natanson — Людвик Натансон; 1821, Варшава — 6 июня 1896, Варшава) — российский польский врач и общественный деятель еврейского происхождения.

## Биография
Сын Вольфа Зелига Натансона (1795—1879) и Леокадии (в девичестве Вайнреб — пол. Weinreb), Людвиг Натансон имел шесть братьев и пять сестёр. Его отец был основателем банкирского дома «Натансон и сыновья» и инициатором создания Центральной иудейской библиотеки.
Людвиг Натансон был женат дважды, его первой женой была дочь Меира Берсона, рано умершая в 1849 году; вторым браком он был женат на Наталии Эпштейн (1834—1891).
Людвиг Натансон изучал медицину в Виленском и Дерптском университетах. По окончании образования в 1847 году он стал одним из основателей в Варшаве специального медицинского журнала «Врачебный еженедельник» (пол. Tygodnik Lekarski), редактором которого являлся до 1864 года. В 1863 году он был избран председателем Общества врачей Варшавы.
В 1848—1852 гг. Натансон принял активное участие в борьбе с эпидемией холеры в Варшаве.
Он являлся известным врачом, имел практику в богатых домах Варшавы, оказывал безвозмездную медицинскую помощь неимущим.
Был председателем еврейской общины Варшавы (по одним данным, с 1863 по 1871 год, по другим, на протяжении 25 лет с 1871 года и до своей смерти). Людвиг Натансон содействовал развитию существовавших и созданию новых еврейских общественных учреждений (синагога, еврейская больница, образцовое ремесленное училище, мастерские, принадлежащие варшавской еврейской общине, и др.). Он был председателем попечительского комитета немецкой синагоги в Варшаве, усилиями которого была построена Большая синагога в Варшаве. Он был инициатором создания Центральной библиотеки иудаистики в Варшаве. Натансон был инициатором строительства Главного здания еврейской общины в Варшаве.